# Agrotis laysanensis
Agrotis laysanensis és una espècie de lepidòpter ditrisi de la família dels noctúids (Noctuidae) actualment extinta. Era una espècie endèmica de l'illa de Laysan (Hawaii, Estats Units). Els mascles feien 36 mm d'envergadura i les femelles 42 mm. Normalment les femelles eren més fosques que els mascles.
El 1903 els treballadors que feien la recol·lecció de guano a l'illa de Laysan varen deixar lliures alguns conills. Aquests varen destrossar una gran part de la vegetació de l'illa en uns pocs anys. L'última vegada que es va demostrar l'existència d'aquesta papallona fou l'any 1911.
El 1986 l'espècie Agrotis laysanensis fou inscrita en la Llista Roja de l'UICN. Finalment l'any 1989 fou declarada definitivament extinta segons el United States Fish and Wildlife Service.